# Pányok
Pányok är en ort (by) i provinsen Borsod-Abaúj-Zemplén i nordöstra Ungern. Orten har 84 invånare (2024), på en yta av 8,46 km². Den ligger cirka 63 kilometer nordost om Miskolc.